# 奧圖·馮·格拉森納普
奧圖·蓋歐格·波吉斯拉夫·馮·格拉森納普(Otto Georg Bogislaf von Glasenapp，1853年9月30日—1928年3月3日)，德國波美拉尼亞貴族波美拉尼亞省(Pommern)施弗本(Schivelbein)人氏，曾任德意志帝國銀行副總裁。

## 生平與職業生涯
格拉森納普於1871年在波茨坦參加畢業考試之後，從事研究講學於蒂賓根(蒂賓根大學是諾曼文學聯盟的會員之一)、萊比錫與柏林，並於1874年10月28日在一家律師事務所工作，直到1879年9月17日獲得提名為見習律師，之後格拉森納普先後工作於柏林第一獨立法庭檢察處與法務部門。
1882年6月，格拉森納普進入德意志帝國財政部工作，並於1886年12月22日升任皇家執行顧問，於1890年成為顧問秘書，得以於會議中登臺演說。因為其財金專長，格拉森納普代表德國出席1892年於比利時召開的布魯塞爾國際鑄幣會議。歸國之後開始居高位掌重權，1893年12月4日，格氏晉升為顧問秘書主席，1896年3月25日更升任財政會議秘書，並進入德意志帝國銀行幹事團，1907年接掌德意志帝國銀行柏林副總裁。
格拉森納普於1924年10月28日自德意志帝國銀行幹事團退休，並於同年在他的出生地施弗本獲頒榮譽市民獎章。奧圖·馮·格拉森納普於1890年5月20日與伊利莎白·瑪利·揚斯(Elisabeth Marie Jähns)小姐結婚，著名印度宗教学家赫爾慕·馮·格拉森納普(Helmuth von Glasenapp)即是其子。

## 受勳
- 三等紅鷹絲絨勳章
- 俄國二等聖史坦尼斯勞斯星芒勳章
- 施弗本市榮譽市民(1924)